# St. Matthews (Kentucky)
St. Matthews és una població dels Estats Units a l'estat de Kentucky. Segons el cens del 2000 tenia 17.953 habitants.

## Demografia
Segons el cens del 2000, St. Matthews tenia 15.852 habitants, 7.978 habitatges, i 3.661 famílies. La densitat de població era de 1.518,7 habitants/km².
Dels 7.978 habitatges en un 19% hi vivien nens de menys de 18 anys, en un 34,9% hi vivien parelles casades, en un 8,4% dones solteres, i en un 54,1% no eren unitats familiars. En el 45,2% dels habitatges hi vivien persones soles el 14,1% de les quals corresponia a persones de 65 anys o més que vivien soles. El nombre mitjà de persones vivint en cada habitatge era d'1,94 i el nombre mitjà de persones que vivien en cada família era de 2,76.
Per edats la població es repartia de la següent manera: un 17% tenia menys de 18 anys, un 10,2% entre 18 i 24, un 35,6% entre 25 i 44, un 20,1% de 45 a 60 i un 17,1% 65 anys o més.
L'edat mediana era de 37 anys. Per cada 100 dones de 18 o més anys hi havia 83,6 homes.
La renda mediana per habitatge era de 42.219 $ i la renda mediana per família de 56.473 $. Els homes tenien una renda mediana de 37.306 $ mentre que les dones 31.163 $. La renda per capita de la població era de 28.601 $. Entorn del 4,9% de les famílies i el 6,7% de la població estaven per davall del llindar de pobresa.

## Poblacions més properes
El següent diagrama mostra les poblacions més properes.